# 新荒川大橋

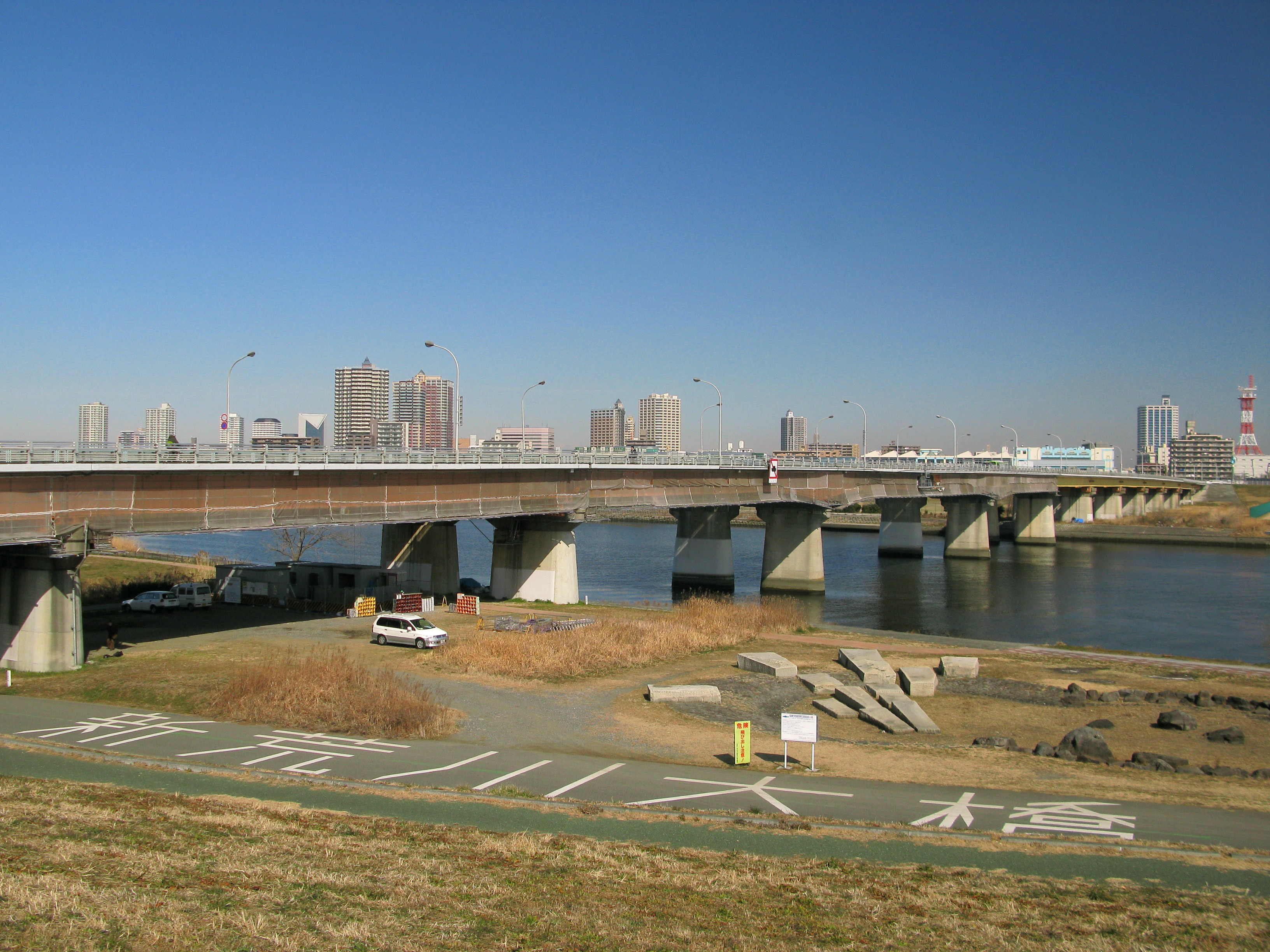
新荒川大橋（2012年2月）

新荒川大橋（しんあらかわおおはし）は、埼玉県川口市舟戸町と東京都北区岩淵町との間で荒川および新河岸川に架かる国道122号（岩槻街道・北本通り）の密接する2本の橋である。下り線が1966年竣工の橋、上り線が1970年竣工の橋となっている。

## 概要

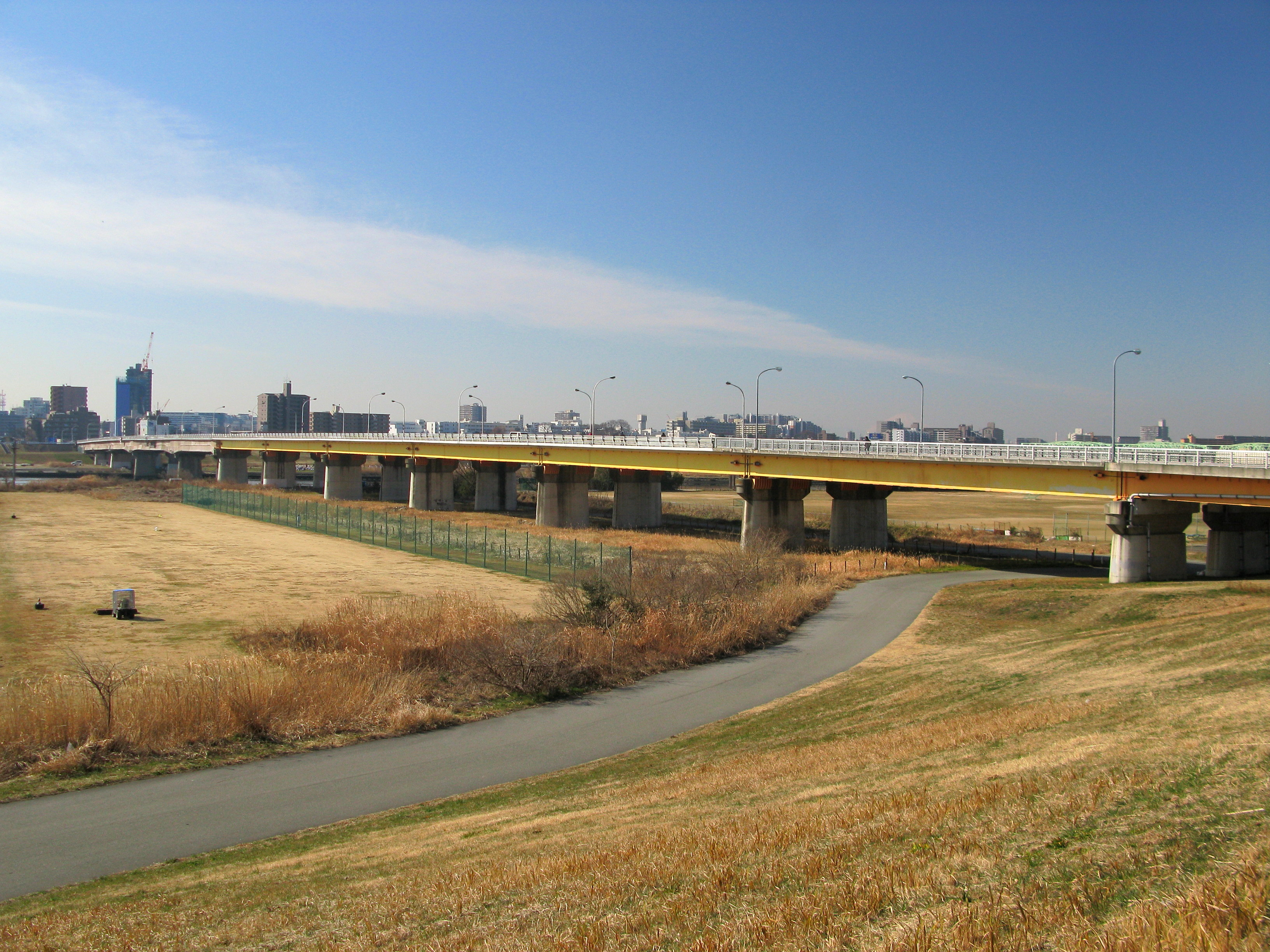
左岸下流側から

荒川の河口から21.25 kmの地点に架かる1等橋（TL-20）で、災害時に防災拠点等に緊急輸送を行なうための、東京都の特定緊急輸送道路や、埼玉県の第一次特定緊急輸送道路に指定されている。現在の橋は1966年（昭和41年）に開通した2代目の橋。構造は単純桁橋で新橋である上り線は中央部に3径間連続鋼ゲルバー式桁を有している。橋長は旧橋である下り線が総延長が809.917メートル（荒川渡河部は673.957メートル、背割堤部は17.000メートル、新河岸川渡河部は118.950メートル）、総幅員は9.950メートル、有効幅員は車道7.25メートル、歩道2.0メートル、最大支間長は76.000メートルである。また、路面は1.5-2.0パーセントの横断勾配が付けられている。一方の新橋である上り線は橋長792メートル、総幅員は9.3メートル、有効幅員は車道7.25メートル、歩道2.0メートルである。歩道は旧橋は上流側、および新橋は下流側に設置されている。
橋の川口側はやや右にカーブした曲線桁を有している。また、新河岸川を渡る箇所は縦断勾配が付けられている。この橋を通る国道122号の埼玉県側は「岩槻街道」と呼ばれ（さいたま市岩槻区から都県境まで）、東京都側は「北本通り（きたほんどおり）」と呼ばれている（都県境から北区の王子駅前交差点まで）。
橋のすぐ下流側に岩淵水門があり、荒川と隅田川との分水点になっている。この先荒川本流と呼ばれる流路は1924年（大正13年）に開削された荒川放水路となることから、ここから下流に架けられる橋はかつての荒川の本流である隅田川と荒川放水路との二手に分かれるので、荒川右岸・左岸を直接渡る橋としては最下流になる。

## 歴史

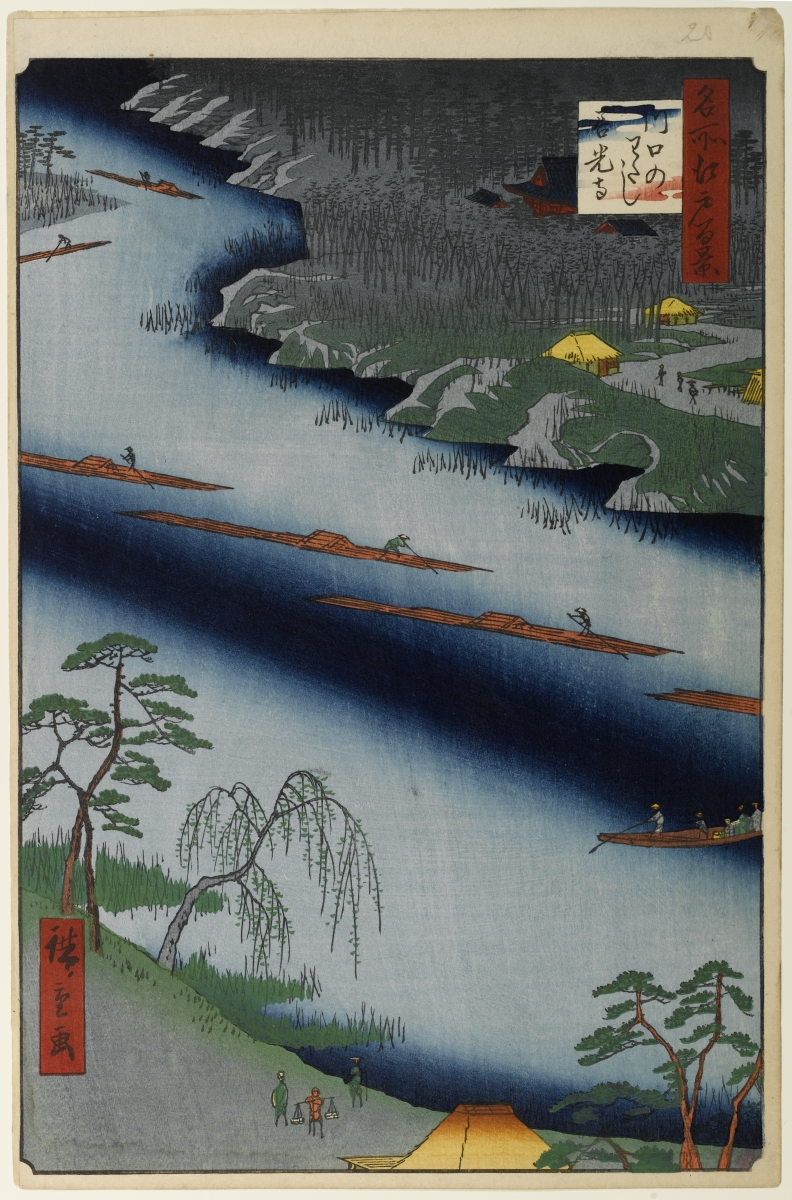
『川口のわたし善光寺』（歌川広重 名所江戸百景）

### 川口の渡し

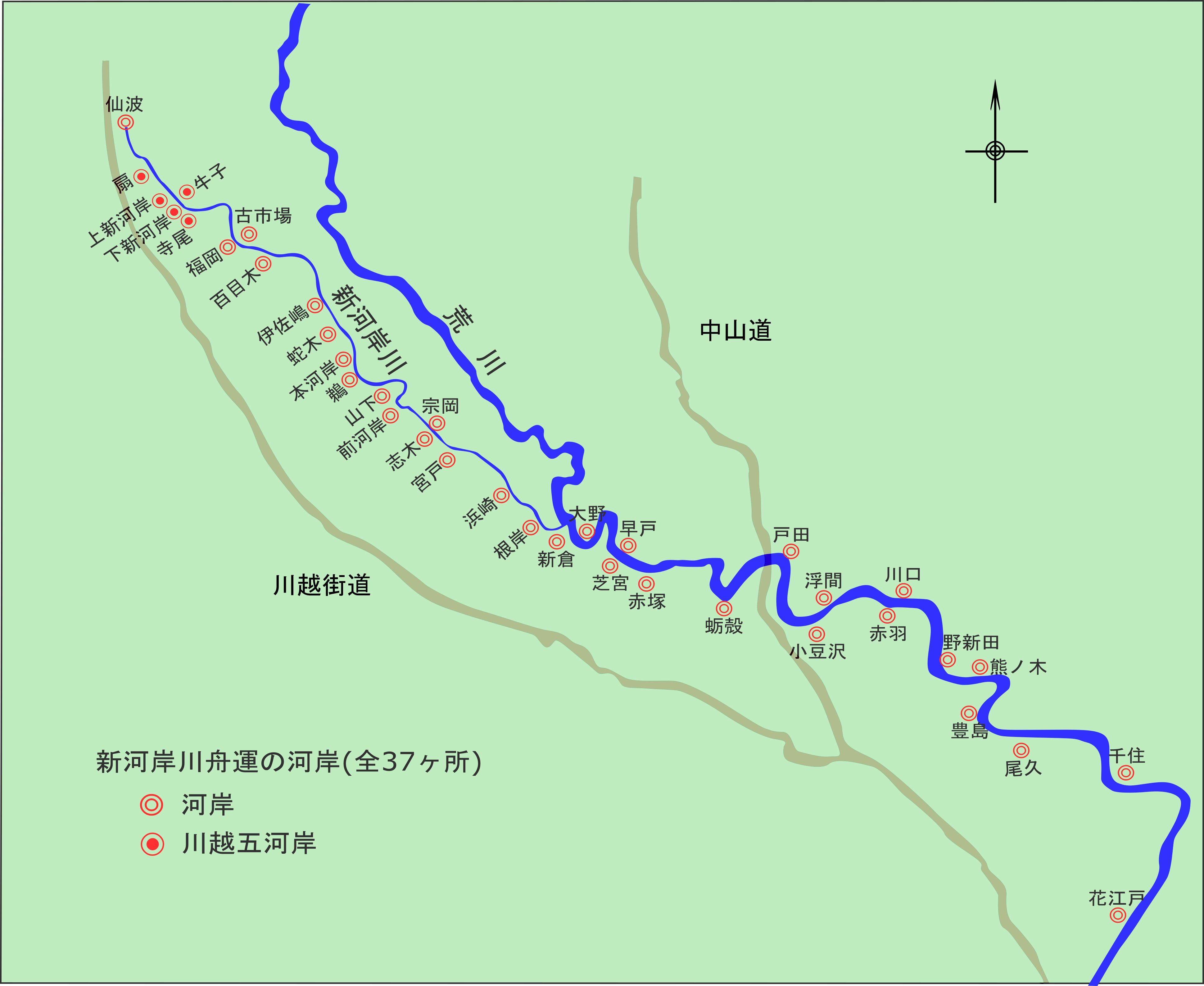
荒川・新河岸川の河岸場

新荒川大橋が開通する以前は川口の渡しと呼ばれる日光御成街道に属する船三艘を有する官設の渡船で対岸を結んでいた。 渡船場は「岩淵の渡し」や付近に善光寺があることから「善光寺の渡し」とも呼ばれ、いつから存在していたかは定かではないが、渡船料についての記録から遅くとも1780年（安永9年）までには存在していたと考えられるほか、源義経がこの地を渡ったという記録（義経記）も残されている。場所は現在の橋の上流側に位置していた。また、現在の橋とほぼ同じ位置に川口河岸も設けられていた。付近の荒川は平水時、その川幅は60間（約109メートル）程度であった。近傍に名所である善光寺があり、江戸市民が信州に行かずとも善光寺参りが江戸近郊で手軽に済ませられるとあって渡船場は大変な賑わいだったという。あまりの賑わいに渡船が転覆して死者が多数出た場合もあった。大名の日光参詣の際や、善光寺の開帳中には臨時に板橋の仮橋が架けられた。
渡船料は安永年間は徒歩は3文、馬は一疋12文、軽尻は6文であった。また、1876年（明治9年）は徒歩は4厘、荷馬は1銭、人力車は1台8厘、仕立小船は1銭であった。この料金は1877年（明治10年）3月および1881年（明治14年）2月に改正され、1898年（明治31年）まで継続された。また、同年4月1日にも諸物価騰貴を理由として埼玉県に渡船料改正の請願が行なわれていた。船頭は川口町の高木家により運営された。この渡船は1905年（明治38年）3月10日の舟橋の架設により廃止された。

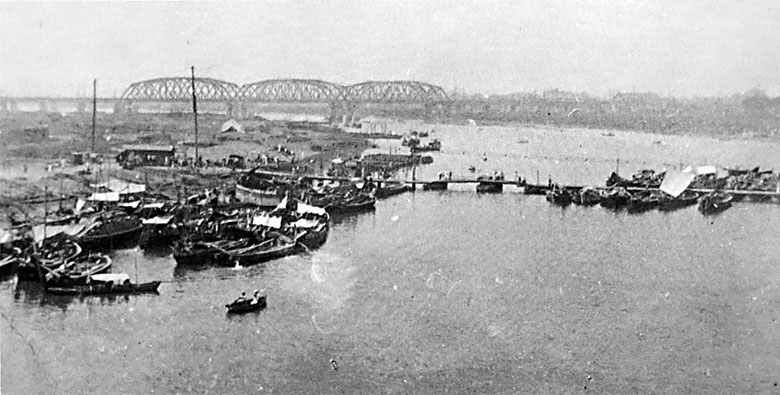
荒川の舟橋。奥のトラス橋は荒川橋梁

舟橋は「舟戸の船橋」と呼ばれ、1891年（明治24年）に東京府と埼玉県の許可の元、大野孫右衛門が開設した。明治初期の頃より両岸の川口および岩淵は木橋の架設を請願を繰り返していたが、架橋計画の不備や、治水上の理由から許可されなかった。舟橋は住民の要望によりその代案として設けられたものである。
場所は渡船場のやや下流の位置に設けられた。長さは66間（約120メートル）、幅は7尺5寸（約2.27メートル）で、船を11艘並べてその上に板を渡したものであった。荒川を通る船の通航を妨げないよう、南寄り4艘は橋を廻転させて開閉出来るようになっていて船や筏の通行の際は人馬の往来は抑止された。また、大水が出ると橋は撤去されるため渡河は不可能であった。
昭和初期の渡橋料は徒歩は1銭、人力車は2銭、自転車は3銭、荷馬車は8銭であった。また、1日当たりの通行量は徒歩は2000人、人力車は20台、自転車は250台、荷馬車は30台で、1日平均の収入は30円30銭程度であった。なお、鋳物などの重量物の運搬は渡し船を用いて対岸で積み替えたか、千住（千住新橋）に迂回した。
大正末期の頃には橋が老朽化し、1926年（大正15年）橋の修繕費の調達を理由に渡橋料の10割値上げも検討されたが、沿岸住民の反対により料金は徒歩は据え置かれ、他は値下げされた。この値上げが後の本格的な架橋への運動にもつながった。
この舟橋は1928年の新荒川大橋の架設により廃止された。

### 1928年の橋

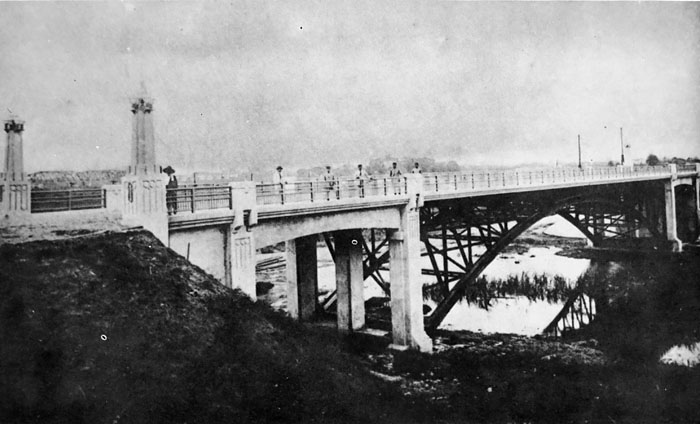
新河岸川に架かる初代新荒川大橋

大正より着手された荒川改修事業により河道が現在の位置を通るようになり、川に堤防が築かれた。また今まで現在の朝霞水門付近で荒川に合流していた新河岸川が下流側に荒川に並行するように開削されて岩淵で隅田川に合流するよう改修された。新荒川大橋はその河川改修事業を契機として両府県の議会で決議されたことにより架設されることとなった。橋の建設に掛かる費用は両府県で折半した。工費は81万円である。工事は東京市芝区の水野甚次郎（現在の五洋建設の前身である水野組の創業者）が請け負った。
新荒川大橋は1920年（大正9年）着工され、工事の最中に関東大震災に遭い、工期を予定より3年程延ばしたが、1927年（昭和2年）10月に竣工、1928年（昭和3年）9月16日に開通した。開通当時は都内では最も長い橋であった。
橋長843.7メートル、幅員24フィート（約7.31メートル）、鋼重は1090トンである。荒川の河道上は支間長208フィート（約63.40メートル）の垂直材付きの鋼下路曲弦ワーレントラス橋が3連架設され、そのトラス橋の前後の高水敷区間（河川敷）は支間長75フィート（約22.86メートル）のプレートガーダー（鋼鈑桁橋）が左岸側14連、右岸側2連架設された。また、新河岸川を渡る区間には支間長140フィート（42.67メートル）の鋼上路2ヒンジラチスドアーチ橋が架設された。支間割は荒川は左岸側より22.9 m +22.0 m× 12 + 22.9 m+ 42.73 m×3 + 22.9 m× 2 である。橋の上部工の製作は横河橋梁（現、横河ブリッジ）が担当した。橋の塗色は灰色である。
橋台はRC（鉄筋コンクリート）製である。下部工は高水敷区間は木杭基礎で、河道内は井筒基礎を用いている。堤外には荒川左岸側は長さ138.4メートル、荒川右岸側22.3メートル、新河岸川に60.0メートルの築堤を設け、橋はそこに接続されていた。堤内（河川区域外）にある取り付け道路は両側とも「S」の字状にカーブしていた。橋は岩淵橋とも称していた。

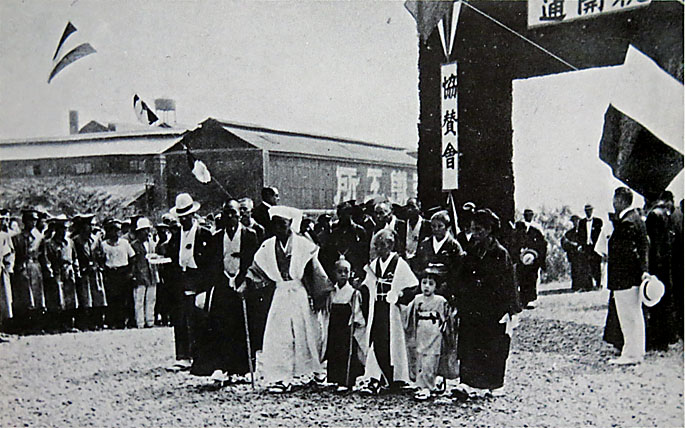
初代新荒川大橋の開通式

開通日当日は早朝から合図花火（信号雷）が両町協賛会より打ち鳴らされ、沿道には装飾がされたほかに各戸で国旗が掲揚された。開通式は午前10時より岩淵側荒川堤防脇に設けられた会場にて両府県知事をはじめ、大臣や府県議会長や関係町村首長など約1000名が出席した。式典のあと、川口神社の神官を先頭に川口町および岩淵町の住民代表の三組の三世代家族による渡り初めが行なわれて、川口側会場へ入場され祝宴が催された。式に出席した来賓には川口特産の鋳物の記念品が贈呈された。また、開通記念行事として橋上短距離走が開催され。他にも活動写真の公開などさまざまな余興が催され、当日は約10万人の観客が動員されるなど夜まで大変な賑いだった。
この橋は1970年の橋の開通後に役目を終え撤去された。遺構はモニュメントという形も含め、現存しない。左岸側橋詰のデルタ状の交差点は取り付け道路の名残である。

### 1966年・1970年の橋
現在の橋は東京都および埼玉県が事業主体となり、総工費10億5000万円を掛けて1963年（昭和38年）10月に事業着手され、今までの橋より上流側の位置に架けられる事となった。
橋の下部工は荒川は空気ケーソン基礎、新河岸川は鋼管杭基礎である。施工は主径間は石川島播磨重工（現、IHI）、側径間は日本鋼管（現、JFEエンジニアリング）、石川島造船化工機、トピー工業（日鉄トピーブリッジ）が担当した。架設工法は主径間を支保工トラスによるステージング工法、側径間をステージング工法、ゲルバー桁をフローティングクレーンによる吊出し工法を使用している。施工は1965年（昭和40年）5月着工され、1966年（昭和41年）3月完工している。また、左岸側の築堤は17 mに改修され、取り付け道路も両岸とも曲線が緩いものに改修された。
橋は1966年（昭和41年）10月19日に開通した。開通式は午後1時、橋の南詰（岩淵側）にて挙行され、渡り初めが行なわれた。開通当時は旧橋同様、都内では最も長い橋であった。なお、今までの橋は上り専用の橋として使用が継続された。
1970年（昭和45年）10月にすぐ下流側に平行して上り線の新橋を架設し（橋長792メートル、幅員車道7.25メートル、歩道2メートル）、旧橋を下り線に使用している。

## バス路線
路線バスを運行する国際興業の停留所は「荒川大橋」となっており、「新」を省略している。
該当路線
- 赤20 赤羽駅東口 - 赤羽岩淵駅 - 川口元郷駅 - 南鳩ヶ谷駅 - 鳩ヶ谷庁舎 - 昭和橋 - 新井宿駅 - 川口市立医療センター
- 赤21 赤羽駅東口 - 赤羽岩淵駅 - 川口元郷駅 - 南鳩ヶ谷駅 - 鳩ヶ谷庁舎 - 昭和橋 - 鳩ヶ谷公団住宅（深夜バス運行）
- 赤21-2 鳩ヶ谷車庫→昭和橋→鳩ヶ谷庁舎→南鳩ヶ谷駅→川口元郷駅→赤羽駅東口（赤羽岩淵は非経由）
- 赤23 赤羽駅東口 - 領家 - 鹿浜 - 西新井大師西駅 - 西新井駅
- 赤23-2 赤羽駅東口→領家→鹿浜→西新井大師西駅（深夜バスのみ）

## 周辺
東京都側の上流側の土手には赤羽桜堤緑地があり、東北本線荒川橋梁までの間の斜面に108本の桜と芝桜が植栽されていて、付近の憩いの場になっている。また、赤羽には橋詰に小山酒造株式会社（「丸眞正宗」のブランド）があり、東京都区内唯一の造り酒屋である。また赤羽岩淵駅も橋の近くにある。埼玉県側にはいずれも舟戸学園である川口市立舟戸幼稚園や川口市立舟戸小学校、川口市立南中学校、ならびに川口パブリックゴルフ場や飛鳥ドライビングカレッジ川口などがある。また、超高層マンションであるエルザタワー55もある。
- 平等山 善光寺
- 川口市立文化財センター
- 荒川知水資料館アモア
- 北区立岩淵小学校
- 北区立第四岩淵小学校
- 旧芝川
  - 芝川排水機場
- 新河岸川緑地
- 鎌倉橋記念緑地
- 新荒川大橋野球場
- 新荒川大橋サッカー場

## その他
2011年3月11日には、東北地方太平洋沖地震（東日本大震災）に伴う津波が東京湾に入り込み、荒川など東京湾に注ぐ川を遡上し、荒川を遡上した津波は当橋梁の下を通過し、河口から約35 kmの埼玉県志木市の秋ヶ瀬取水堰にぶつかって止まった（波の高さは岩淵水門で1.2 m、笹目橋で50 cm）。

## 風景

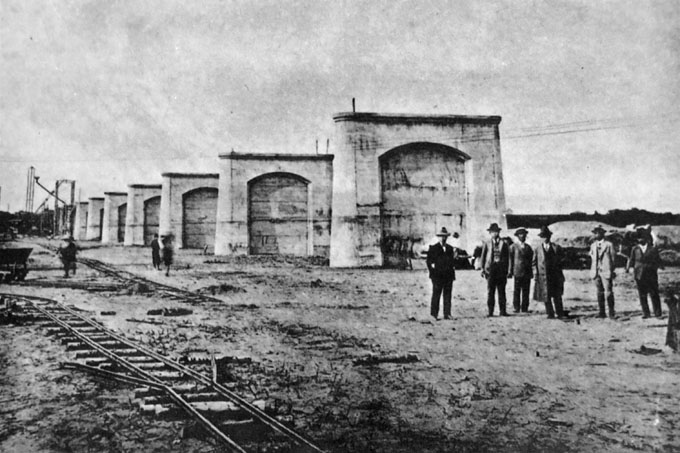
初代新荒川大橋建設工事。
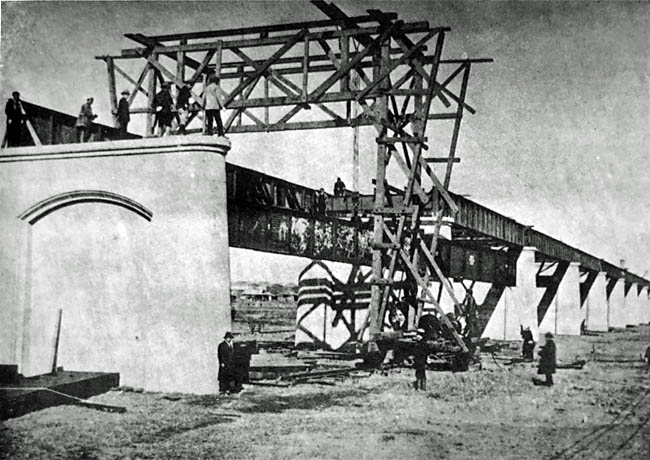
初代新荒川大橋左岸側橋桁架設工事。

## 隣の橋
- 荒川

（上流） - 荒川橋梁 (東北新幹線) - 荒川橋梁 (東北本線) - 新荒川大橋 - 鹿浜橋 - 五色桜大橋 - （下流）
- 新河岸川

（上流） - 中の橋 - 新河岸川橋梁 - 新荒川大橋 - 岩淵橋 - 志茂橋 - （下流）